# Каукая
Каукая е община в щата Сеара, Бразилия. Населението му е 324 738 жители (2010 г.). Площта му е 1227,895 кв. км. Основан е на 5 февруари 1759 г. Намира се на 16,5 км от столицата на щата град Форталеза. Кмет е Инес Аруда. Климатът е тропически.